# Astrakhan
Pour les articles homonymes, voir Astrakan.
Astrakhan (en russe : Астрахань) est une ville de Russie et le centre administratif de l'oblast d'Astrakhan. Sa population s'élevait à 529 793 habitants en 2020.

## Géographie

### Situation
Astrakhan est située sur la Volga, près de son embouchure dans la mer Caspienne, à 1 276 km au sud-est de Moscou.

### Climat

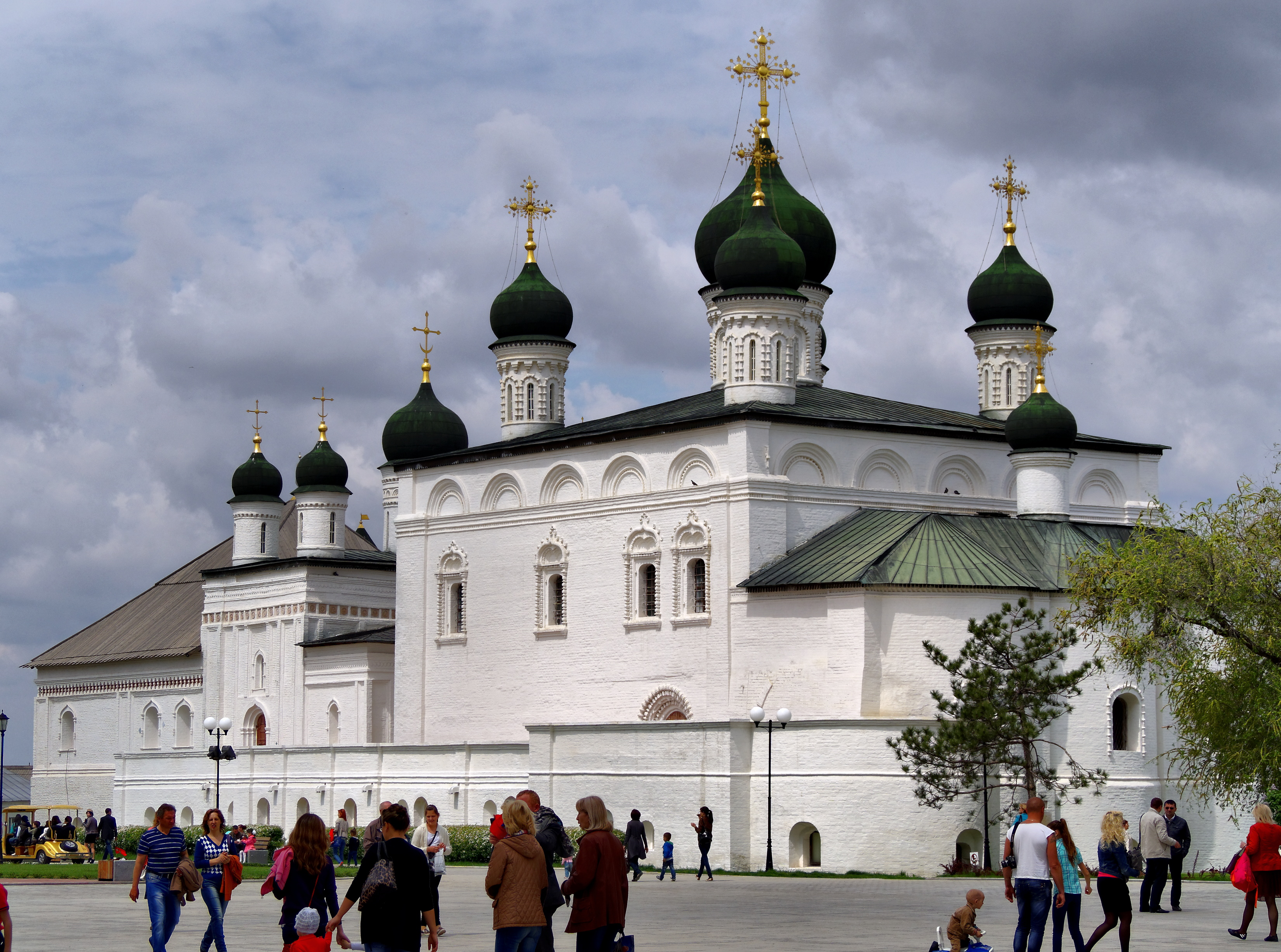
Cathédrale de la Trinité dans le Kremlin d'Astrakhan

Astrakhan jouit d'un climat tempéré continental semi-aride de type « aralien » (type BSk de la classification de Köppen). La région d'Astrakhan est en termes d'aridité le deuxième territoire d'Europe après la région englobant le parc naturel de Cabo de Gata-Níjar, Almeria et ses environs. Les précipitations sont relativement réparties sur l'ensemble de l'année avec cependant un léger surplus (58 %) pendant la saison chaude (6 mois les plus chauds, d'avril à septembre) ce qui définit le type « aralien », par opposition au type « turkmène » dont la saison humide est celle de la saison froide.
Le climat est aussi continental parce que l'amplitude thermique annuelle moyenne (différence entre les moyennes mensuelles des températures des mois le plus chaud et le plus froid) est de 30 °C (25,2 °C en juillet et −4,8 °C en janvier) soit au-dessus de la limite de 21 °C qui définit les climats véritablement continentaux (dans les climats semi-continentaux, l'amplitude thermique annuelle moyenne est comprise entre 18 et 21 °C). Les hivers sont froids (mais doux comparés au reste de la Russie) et le record estival est de 41,0 °C.
Le printemps et l'automne sont courts. Les précipitations en hiver tombent sous forme de pluie ou de neige. Cette dernière fond en général rapidement. La neige ne recouvre le sol que 42 jours par an en moyenne. Les vents d'est sont responsables de la sécheresse de l'air et de la poussière en été. L'hiver commence vers le 15-20 octobre et l'été (période durant laquelle les températures moyennes journalières sont supérieures à 15 °C) débute le 1er mai et dure 4,5 mois.
- Température record la plus froide : −33,0 °C (février 1954)
- Température record la plus chaude : 41,0 °C (juillet 1991)
- Nombre moyen de jours avec de la neige dans l'année : 46
- Nombre moyen de jours de pluie dans l'année : 87
- Nombre moyen de jours avec de l'orage dans l'année : 11
- Nombre moyen de jours avec tempête de neige dans l'année : 3

| Mois                                        | jan.       | fév.       | mars       | avril     | mai       | juin      | jui.      | août      | sep.    | oct.       | nov.       | déc.       | année      |
| ------------------------------------------- | ---------- | ---------- | ---------- | --------- | --------- | --------- | --------- | --------- | ------- | ---------- | ---------- | ---------- | ---------- |
| Température minimale moyenne (°C)           | −6,5       | −6,5       | −1         | 5,9       | 12,7      | 17,7      | 19,9      | 18,3      | 12,5    | 6,3        | −0,1       | −4,5       | 6,2        |
| Température moyenne (°C)                    | −3,6       | −3         | 3,2        | 11,3      | 18,5      | 23,8      | 26,1      | 24,6      | 18      | 10,9       | 3,1        | −1,8       | 10,9       |
| Température maximale moyenne (°C)           | −0,1       | 1,5        | 8,8        | 17,6      | 24,7      | 30,1      | 32,6      | 31,4      | 24,6    | 16,8       | 7,3        | 1,3        | 16,4       |
| Record de froid (°C) date du record         | −31,8 1883 | −33,6 2012 | −26,9 1954 | −8,9 1904 | −1,1 1918 | 5,4 2018  | 10,1 1973 | 6,1 1962  | −2 1986 | −10,5 1976 | −25,8 1931 | −29,9 1892 | −33,6 2012 |
| Record de chaleur (°C) date du record       | 14 2007    | 17,1 2017  | 24 1914    | 32 1950   | 36,8 1897 | 40,6 2015 | 41 1991   | 40,8 2007 | 38 2010 | 29,9 1999  | 21,6 1998  | 16,4 1961  | 41 1991    |
| Ensoleillement (h)                          | 87         | 106        | 163        | 226       | 293       | 316       | 332       | 309       | 252     | 181        | 84         | 58         | 2 407      |
| Précipitations (mm)                         | 15         | 12         | 17         | 25        | 28        | 25        | 22        | 17        | 16      | 19         | 17         | 18         | 231        |
| dont neige (cm)                             | 2          | 2          | 1          | 0         | 0         | 0         | 0         | 0         | 0       | 0          | 0          | 1          | 6          |
| Record de pluie en 24 h (mm) date du record | 25 1953    | 21 1911    | 19 1897    | 46 1978   | 73 1928   | 60 1923   | 62 1933   | 72 1999   | 61 1957 | 41 1980    | 24 1914    | 24 1888    | 73 1928    |
| Nombre de jours avec précipitations         | 8          | 6          | 7          | 11        | 12        | 11        | 10        | 9         | 9       | 9          | 12         | 10         | 114        |
| Humidité relative (%)                       | 84         | 80         | 73         | 63        | 61        | 58        | 58        | 59        | 66      | 74         | 83         | 86         | 70         |
| Nombre de jours avec neige                  | 14         | 12         | 7          | 0,4       | 0         | 0         | 0         | 0         | 0       | 0          | 6          | 12         | 51         |
| Nombre de jours d'orage                     | 0          | 0          | 0,03       | 0         | 2         | 4         | 4         | 3         | 1       | 0          | 0          | 0          | 14         |
| Nombre de jours avec brouillard             | 6          | 5          | 3          | 1         | 1         | 0,3       | 0,1       | 1         | 2       | 5          | 6          | 8          | 38         |

| Diagramme climatique                                  |           |         |           |            |            |            |            |            |           |           |           |
| J                                                     | F         | M       | A         | M          | J          | J          | A          | S          | O         | N         | D         |
| −0,1−6,515                                            | 1,5−6,512 | 8,8−117 | 17,65,925 | 24,712,728 | 30,117,725 | 32,619,922 | 31,418,317 | 24,612,516 | 16,86,319 | 7,3−0,117 | 1,3−4,518 |
| Moyennes : • Temp. maxi et mini °C • Précipitation mm |           |         |           |            |            |            |            |            |           |           |           |

## Histoire
Astrakhan a été un important point de passage de la Route de la soie (en partie en direction de Tiflis et Erzurum).
Astrakhan fut, de 1466 à 1556, la capitale d'un khanat (royaume) mongol issue de l'éclatement du territoire de la Horde d'or. En 1554, les Russes conquièrent le khanat et y installent un khan fantoche. Une révolte éclate, mais elle est réprimée et le khanat est purement et simplement annexé par la Russie en 1556. En 1559, la province résiste à un assaut du khanat voisin de Crimée. Le kremlin d'Astrakhan date de la fin du XVIe siècle avec huit tours (sept subsistent) et des murs de plus de onze mètres de hauteur.
En 1623, le marchand Fédot Afanassiévitch Kotov en chemin pour la Perse lors d'un voyage commandité par le ministère des Finances de la nouvelle dynastie Romanov, décrit la ville et la région de la Basse Volga dans son ouvrage: Itinéraire de Moscou au royaume de Perse...
En 1634 Khou Ourlouk, khan Torgut et les 50 000 tentes de son peuple s'installent à Astrakhan
En 1708 la région fait partie du gouvernement de Kazan avant d’en être détachée en 1717. Astrakhan devient alors pour plus de 200 ans la capitale du gouvernement d'Astrakhan (1717-1928).
La voyageuse française, Adèle Hommaire de Hell, en fait une description pittoresque lors de son voyage en 1840 avec son mari.
La ville a donné son nom à l'astrakan (sans « h »), une fourrure de jeune agneau karakul, et à une variété de pommes, l'astrakan rouge.
En mars 1919, après une révolte ouvrière contre le pouvoir du parti bolchevik, des milliers de personnes sont exécutées par la Tchéka, sous les ordres de Sergueï Kirov : de 2 à 4 000 grévistes tués. Il s'agit de la plus grande tuerie de prolétaires avant celle de Kronstadt en 1921. Une partie des victimes est jetée dans les eaux de la Volga avec une grosse pierre autour du cou.
Pendant la Seconde Guerre mondiale, durant l'opération Barbarossa en 1941, le haut commandement allemand avait prévu de faire mouvement vers Astrakhan et de capturer cette ville afin que la Ligne Arkhangelsk-Astrakhan constitue la limite orientale de l'opération et de l'occupation militaire allemande.
Le plan n'a jamais été réalisé, l'Allemagne ne prenant aucune des deux villes, ni Moscou. Toutefois, à l'automne de 1942, la région située à l'ouest d'Astrakhan devint l'un des points les plus à l'est de l'Union soviétique, atteinte par les troupes de la Wehrmacht, au cours de l'opération Fall Blau, juste après la victoire que l'Axe anticipait à Stalingrad.
Une force composée de blindés légers du groupe A de l'armée allemande a effectué une mission de reconnaissance à 100 km d'Astrakhan avant de se retirer. Au cours de la même période, des éléments des 4e et 100e escadron de bombardiers de la Luftwaffe ont effectué plusieurs raids aériens sur Astrakhan, en bombardant les terminaux pétroliers et les installations portuaires de la ville. À la suite de la défaite de Stalingrad, le plan initial n'a jamais pu être mis à exécution.
Astrakhan est aussi connue pour être la capitale mondiale du caviar et sa région bénéficie de nombreuses ressources gazières exploitées par Gazprom, le premier employeur régional.

## Population et société

### Démographie
Recensements (*) ou estimations de la population
| 1811   | 1840   | 1856   | 1863   | 1888   | 1897*   | 1913    | 1926*   |
| ------ | ------ | ------ | ------ | ------ | ------- | ------- | ------- |
| 37 800 | 45 900 | 34 600 | 42 800 | 74 000 | 112 880 | 150 700 | 175 385 |

| 1939*   | 1959*   | 1970*   | 1979*   | 1989*   | 2002*   | 2010*   | 2012    |
| ------- | ------- | ------- | ------- | ------- | ------- | ------- | ------- |
| 253 595 | 295 768 | 410 473 | 461 003 | 509 210 | 504 501 | 520 339 | 525 387 |

| 2013    | 2014    | 2015    | 2016    | 2017    | 2018    | 2019    | 2020    |
| ------- | ------- | ------- | ------- | ------- | ------- | ------- | ------- |
| 527 345 | 530 863 | 532 699 | 531 719 | 532 504 | 533 925 | 534 241 | 529 793 |

### Sports
Handball
- Zarja Kaspija Astrakhan
- HC Astrakhanochka

Football
- FK Astrakhan
- Volgar Astrakhan

## Économie
Astrakhan est desservie par l'Aéroport Narimanovo (code AITA : ASF).

## Architecture
- Kremlin d'Astrakhan

### Architecture sacrée
- Cathédrale Saint-Vladimir (architecture néobyzantine)
- Église Notre-Dame-de-l'Assomption (baroque et néoclassique)

## Jumelages
| Ville | Ville           | Pays | Pays        | Période     |
| ----- | --------------- | ---- | ----------- | ----------- |
|       | Ahmedabad       |      | Inde        |             |
|       | Aktaou          |      | Kazakhstan  |             |
|       | Atyraou         |      | Kazakhstan  |             |
|       | Brest           |      | Biélorussie | depuis 1999 |
|       | Fort Lauderdale |      | États-Unis  | depuis 1996 |
|       | Grand-Popo      |      | Bénin       | depuis 2003 |
|       | Iochkar-Ola     |      | Russie      | depuis 2001 |
|       | Islamabad       |      | Pakistan    |             |
|       | Ivanovo         |      | Russie      | depuis 1998 |
|       | Kazan           |      | Russie      | depuis 1997 |
|       | Kislovodsk      |      | Russie      | depuis 1998 |
|       | Ljubljana       |      | Slovénie    | depuis 1997 |
|       | Pembroke Pines  |      | États-Unis  | depuis 1996 |
|       | Racht           |      | Iran        |             |
|       | Roussé          |      | Bulgarie    | depuis 1998 |
|       | Sari            |      | Iran        |             |
|       | Stavropol       |      | Russie      | depuis 1998 |

## Personnalités
- Joseph Deniker (1852-1918), anthropologue français.
- Boris Koustodiev (1878-1927), peintre.
- Velimir Khlebnikov (1885-1922), poète.
- Valeria Barsova (1892-1967), soprano.
- Rostislav Zakharov (1907-1984), danseur, maître de ballet et chorégraphe soviétique.
- Mikhaïl Loukonine (1918-1976), poète soviétique.
- Tamara Milachkina (1934-2024), soprano.
- Boris Kuznetsov (1947-2006), boxeur, champion olympique.
- Rinat Dasaev (1957), footballeur soviétique puis russe.
- Emilia Toureï (1984), handballeuse.